# Riekoperla darlingtoni
Riekoperla darlingtoni е вид насекомо от семейство Gripopterygidae. Видът е световно застрашен, със статут Уязвим.

## Разпространение
Разпространен е в Австралия (Виктория).